# Una notte violenta e silenziosa
Una notte violenta e silenziosa (Violent Night) è una commedia natalizia e d'azione americana del 2022 diretta da Tommy Wirkola e scritta da Pat Casey e Josh Miller. Segue Babbo Natale (interpretato da David Harbour) mentre combatte i mercenari che hanno preso in ostaggio una ricca famiglia nella loro casa. Nel film compaiono anche John Leguizamo, Alex Hassell e Beverly D'Angelo.
Il film è stato presentato in anteprima mondiale al Comic Con di New York il 7 ottobre 2022. La Universal Pictures l'ha poi distribuito nelle sale negli Stati Uniti il 2 dicembre 2022, ricevendo recensioni generalmente positive da parte della critica e incassando complessivamente 76,6 milioni di dollari in tutto il mondo.

## Trama
A Greenwich, nel Connecticut, Jason Lightstone e la sua ex moglie Linda portano la figlia Trudy nella villa di sua madre Gertrude per una festa di Natale. Altri membri della famiglia presenti al raduno sono la sorella di Jason, Alva, il suo fidanzato Morgan Steel e suo figlio Bert. Nel frattempo, un Babbo Natale ubriaco arriva alla tenuta, proprio mentre un gruppo di mercenari con nomi in codice natalizi, guidati da "Mr. Scrooge", fanno irruzione nella casa e prendono in ostaggio la famiglia.
Spaventate da uno dei mercenari, Tinsel, che spara con la sua arma, le renne di Babbo Natale volano via. Avvolto nelle luci dell'albero di Natale, Tinsel viene tirato fuori da una finestra al piano di sopra e impalato su un grande ghiacciolo decorativo. Bloccato, Babbo Natale decide di salvare Trudy e la sua famiglia da Scrooge, che vuole 300 milioni di dollari in contanti nascosti in un caveau della villa. Dopo aver ucciso il mercenario Frosty, Babbo Natale trova un walkie-talkie e lo usa per comunicare con Trudy. Scopre poi che i mercenari sono sulla sua "lista dei cattivi". Quando Scrooge scopre che Trudy ha parlato con Babbo Natale sul suo walkie-talkie, Jason nega l'esistenza di Babbo Natale, e una sconvolta Trudy corre oltre i rapitori e si nasconde con successo in soffitta. Babbo Natale la rassicura via radio, rivelandole il suo antico passato da guerriero vichingo come "Nikamund il Rosso".
Ferito, Babbo Natale viene catturato da Scrooge, che gli racconta che odia il Natale a causa di un trauma subito durante l'infanzia. Riconoscendo la loro vera identità, Babbo Natale convince gli scagnozzi Pan di zenzero e Candy Cane della sua autenticità e fugge magicamente, anche se il suo sacco magico viene bruciato. La "squadra della morte" di Gertrude, guidata dal comandante Thorp, arriva e uccide Morgan, rivelando la loro fedeltà a Scrooge. Scoprendo un caveau vuoto, Scrooge minaccia Linda. Jason ammette di aver rubato i soldi, nascosti in un presepe all'aperto, e di aver pianificato di fuggire con la sua famiglia. Gertrude lo perdona, rivelando che si tratta di un rito di passaggio della famiglia Lightstone e nominandolo suo erede.
In un capannone, Babbo Natale trova una mazza ed elimina la squadra della morte. Trudy prepara trappole ispirate al film Mamma, ho perso l'aereo, portando alla morte di Gingerbread. Babbo Natale uccide Candy Cane prima che possa sparare a Trudy. Alva, Linda e Bert contrastano l'ordine di Scrooge di uccidere gli ostaggi uccidendo Krampus. Scrooge e Thorp fuggono nel bosco con Gertrude e i soldi, inseguiti da Babbo Natale, che uccide Peppermint. Linda uccide Jingle e Trudy assiste alla conversazione dei suoi genitori. Babbo Natale e Scrooge combattono in una capanna; mentre si aggrappano, un Babbo Natale gravemente ferito vola magicamente su per il camino, maciullando il corpo di Scrooge e uccidendolo. Thorp spara a Babbo Natale, ma viene ucciso da una vendicativa Gertrude.
Nonostante abbia usato un po' di soldi bruciati per riscaldarsi, Babbo Natale inizia lentamente a soccombere alle ferite. Trudy raduna la sua famiglia per affermare la loro fede in Babbo Natale, salvandolo dalla morte. Confuso dalla magia, ma rinnovato nella fede, Babbo Natale riceve le sue renne, un biglietto dalla signora Natale, un nuovo sacco regalo e la restituzione del suo martello perduto da tempo, Skullcrusher. Dice addio a Trudy e continua le sue consegne di regali.
In una scena a metà dei titoli di coda, Bert fa un vlog accanto a un mercenario morto, dicendo ai suoi spettatori che Babbo Natale è reale e avvertendoli di comportarsi bene durante il Natale.

## Sequel
Il 12 giugno 2025 è stato annunciato un sequel previsto per il 4 dicembre 2026.